# Odontomera nitens
Odontomera nitens är en tvåvingeart som först beskrevs av Ignaz Rudolph Schiner 1868.  Odontomera nitens ingår i släktet Odontomera och familjen Richardiidae. Inga underarter finns listade i Catalogue of Life.